# 국민민주당 (이집트)
국민민주당(الحزب الوطني الديمقراطي國民民主黨, )은 이집트에 존재했었던 친서방 성향의 권위주의 정당이다. 이로 인해 우익 이슬람 정당들과 좌익 아랍 사회주의 정당들과는 사이가 좋지 않았다.
호스니 무바라크가 이집트 대통령으로 취임한 이후부터 사실상 일당 독재 체제로 유지하다가 2011년에 일어난 이집트 민주화운동으로 인해 무바라크가 축출되면서 4월 16일 강제 해산되었다.

## 역대 선거 결과

### 대통령 선거
| 선거명                    | 후보            | 득표수     | 득표율 | 당락 |
| ------------------------- | --------------- | ---------- | ------ | ---- |
| 1981년 이집트 대통령 선거 | 호스니 무바라크 | 9,567,904  | 98.5%  | 당선 |
| 1987년 이집트 대통령 선거 | 호스니 무바라크 | 12,086,627 | 97.1%  | 당선 |
| 1993년 이집트 대통령 선거 | 호스니 무바라크 | 15,095,025 | 96.3%  | 당선 |
| 1999년 이집트 대통령 선거 | 호스니 무바라크 | 17,554,856 | 93.79% | 당선 |
| 2005년 이집트 대통령 선거 | 호스니 무바라크 | 6,316,714  | 88.6%  | 당선 |

### 총선
| 년도 | 의석 수   | 득표수    | 득표율 |
| ---- | --------- | --------- | ------ |
| 1979 | 347 / 392 |           |        |
| 1984 | 390 / 458 | 3,756,359 | 72.9%  |
| 1987 | 346 / 458 | 4,751,758 | 69.9%  |
| 1990 | 348 / 454 |           | 76.7%  |
| 1995 | 318 / 454 |           | 70%    |
| 2000 | 353 / 454 |           | 77.8%  |
| 2005 | 311 / 454 |           | 70%    |
| 2010 | 420 / 518 |           | 81%    |